# La Paz (Baja California Sur)

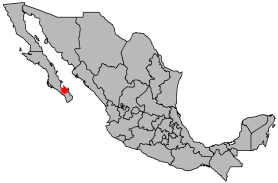
Lage in Mexiko

La Paz ist die Hauptstadt des mexikanischen Bundesstaates Baja California Sur und ein wichtiges regionales Wirtschaftszentrum. Sie hat etwa 215.000 Einwohner und liegt auf der Südostseite der kalifornischen Halbinsel (Niederkalifornien), am Ausgang des Golfes von Kalifornien in den Pazifik, zwischen dem Küstengebirge und der Bucht von La Paz. La Paz ist Sitz des Municipio La Paz.

## Verkehr
La Paz hat den internationalen Flughafen Manuel Márquez de León International Airport mit Verbindungen nach Mexiko und in die USA. Auf dem Seeweg gibt es zwei Fährverbindungen nach Mazatlán im Südosten (440 km) und nach Topolobampo bei Los Mochis im Nordosten (220 km).

## Wirtschaft
Wichtige Wirtschaftszweige sind Industrie (einschließlich Silberbergbau), Fischerei (darunter Perlenfischerei) und Landwirtschaft. Im Bereich Tourismus sind ebenfalls viele Bewohner beschäftigt.
Seit der Erhebung im Jahre 2000 (damals 163.000 Einwohner) ist die Bevölkerungszahl stark gestiegen. Ein Grund hierfür ist, dass La Paz mit 27 US-Dollar pro Tag das höchste Durchschnittseinkommen in Mexiko hat; der geringste Durchschnittslohn liegt bei nur 4,35 US$. Daher kommen viele Zuwanderer aus ärmeren Regionen nach La Paz und Niederkalifornien.

## Forschung und Bildung
In La Paz sind drei der in Lateinamerika führenden Forschungsinstitute für Meeresbiologie angesiedelt. Die Forschungsbedingungen sind günstig, da es im Golf von Kalifornien eine große Vielfalt von Wasserzonen mit unterschiedlichen Lebensbedingungen gibt. Das hat auch andere Bildungseinrichtungen angezogen, sodass La Paz heute einen sehr hohen Bildungsstand und die größte Anzahl von Umweltexperten in Mexiko aufweist.

## Tourismus
Ökotourismus ist eine bedeutende Einnahmequelle, weil die Menschen kommen, um die Attraktionen des Meeres (z. B. Grauwale, Manta-Rochen) und auch die Vielfalt der Arten an Land zu sehen. Zahlreiche Inseln im Golf von Kalifornien stehen seit 2005 als Welterbe Bio-Reservate unter dem Schutz der UNESCO. Die Heilig-Geist-Inselgruppe (Espiritu-Santos), welche im Südosten die Bucht von La Paz begrenzt, ist ein beliebtes Touristenziel.

## Söhne und Töchter
- Francisco Cornejo (1892–1963), Maler und Bildhauer
- Claude Bloodgood (1937–2001), US-amerikanischer Mörder und Schachspieler
- Paola Espinosa (* 1986), Wasserspringerin
- Antonio López (* 1989), Fußballspieler
- Yuli Verdugo (* 1997), Bahnradsportlerin
- Gabriela Agúndez (* 2000), Wasserspringerin
- Yasemin Smit (* 2000), Wasserspringerin
- Aranza Vázquez (* 2002), Wasserspringerin

## Klimatabelle
|                       | Jan  | Feb  | Mär  | Apr  | Mai  | Jun  | Jul  | Aug  | Sep  | Okt  | Nov  | Dez  |   |      |
| Mittl. Tagesmax. (°C) | 22,7 | 24,2 | 26,3 | 29,4 | 32,6 | 33,7 | 35,5 | 35,4 | 34,7 | 32,4 | 28,5 | 24,6 | ⌀ | 30   |
| Mittl. Tagesmin. (°C) | 12,6 | 12,9 | 13,2 | 14,8 | 16,8 | 19,1 | 23,3 | 23,9 | 23,5 | 20,5 | 16,8 | 13,7 | ⌀ | 17,6 |
|                       |      |      |      |      |      |      |      |      |      |      |      |      |   |      |
| Niederschlag (mm)     | 14   | 5    | 2    | 3    | 2    | 2    | 18   | 40   | 61   | 16   | 6    | 15   | Σ | 184  |
|                       |      |      |      |      |      |      |      |      |      |      |      |      |   |      |
| Sonnenstunden (h/d)   | 7,7  | 8,0  | 9,4  | 9,6  | 10,6 | 11,0 | 8,8  | 7,0  | 9,8  | 8,6  | 7,7  | 6,6  | ⌀ | 8,7  |
|                       |      |      |      |      |      |      |      |      |      |      |      |      |   |      |
| Regentage (d)         | 3    | 0    | 0    | 0    | 0    | 0    | 4    | 6    | 3    | 2    | 0    | 1    | Σ | 19   |
|                       |      |      |      |      |      |      |      |      |      |      |      |      |   |      |
| Wassertemperatur (°C) | 23   | 22   | 22   | 23   | 25   | 27   | 28   | 29   | 28   | 28   | 27   | 25   | ⌀ | 25,6 |
|                       |      |      |      |      |      |      |      |      |      |      |      |      |   |      |
| Luftfeuchtigkeit (%)  | 69   | 62   | 62   | 61   | 60   | 59   | 60   | 64   | 65   | 64   | 64   | 65   | ⌀ | 62,9 |

| 12,6 |

| 12,9 |

| 13,2 |

| 14,8 |

| 16,8 |

| 19,1 |

| 23,3 |

| 23,9 |

| 23,5 |

| 20,5 |

| 16,8 |

| 13,7 |

| 12,6 |

| 12,9 |

| 13,2 |

| 14,8 |

| 16,8 |

| 19,1 |

| 23,3 |

| 23,9 |

| 23,5 |

| 20,5 |

| 16,8 |

| 13,7 |